# New York University School of Medicine
New York University School of Medicine – jedna ze szkół wyższych stanowiących część New York University. 
Powstała w 1841 roku jako University Medical College.
Szkoła należy do NYU Langone Medical Center. Znajduje się przy 550 First Avenue w Nowym Jorku.